# بژژچکی
بژژچکی (به لهستانی:  Brzeziczki) یک روستا در لهستان است که در گمینا پیاسکی (استان لوبلین) واقع شده‌است. بژژچکی ۱۸۶ متر بالاتر از سطح دریا واقع شده‌است.